# Eustrophus subaxillaris
Eustrophus subaxillaris es una especie de coleóptero de la familia Tetratomidae.

## Distribución geográfica
Habita en Madagascar.